# Иван Семков
Иван Динчев Семков е български политик и общественик.

## Биография
Иван Семков е роден през 1931 г. в Ловеч.
Иван Семков е деец на Български земеделски народен съюз - Никола Петков и депутат в VII велико народно събрание на Република България. Заради политическите си убеждения е въдворен в лагера за принудителен труд в Белене (лагер). Иван Семков преживява 8 години от живота си като лагерист в Белене и политически затворник в Ловеч, Шумен, Плевен, Стара Загора.
Той е един от основателите на Съюз на демократичните сили в Ловеч. През 2016 г. участва в кръгла маса „Лагерът край Ловеч: памет и свидетелства“ в Ловеч.